# Železniční trať Zavidovići–Han Pijesak

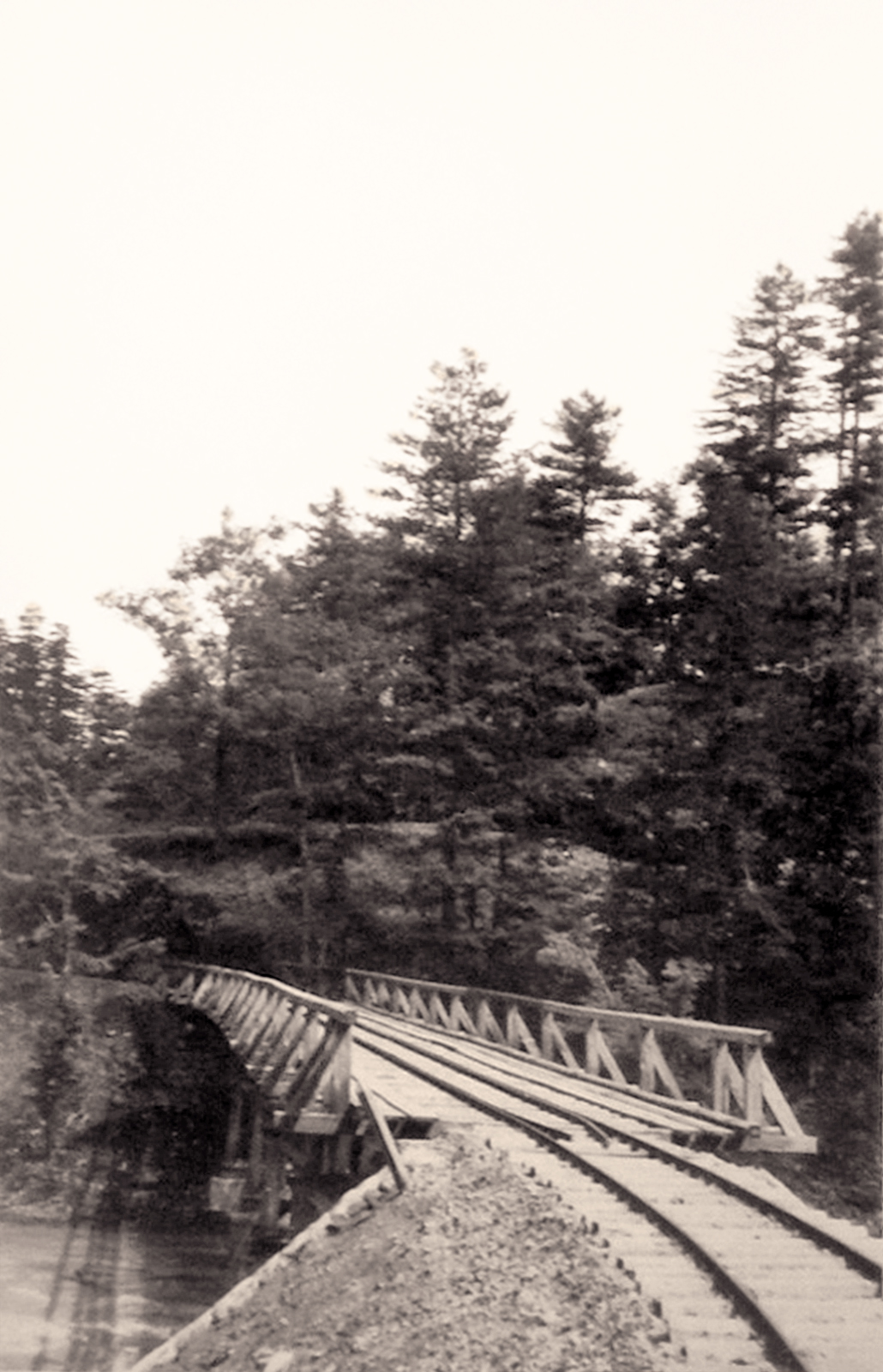
Most na trati v roce 1942.

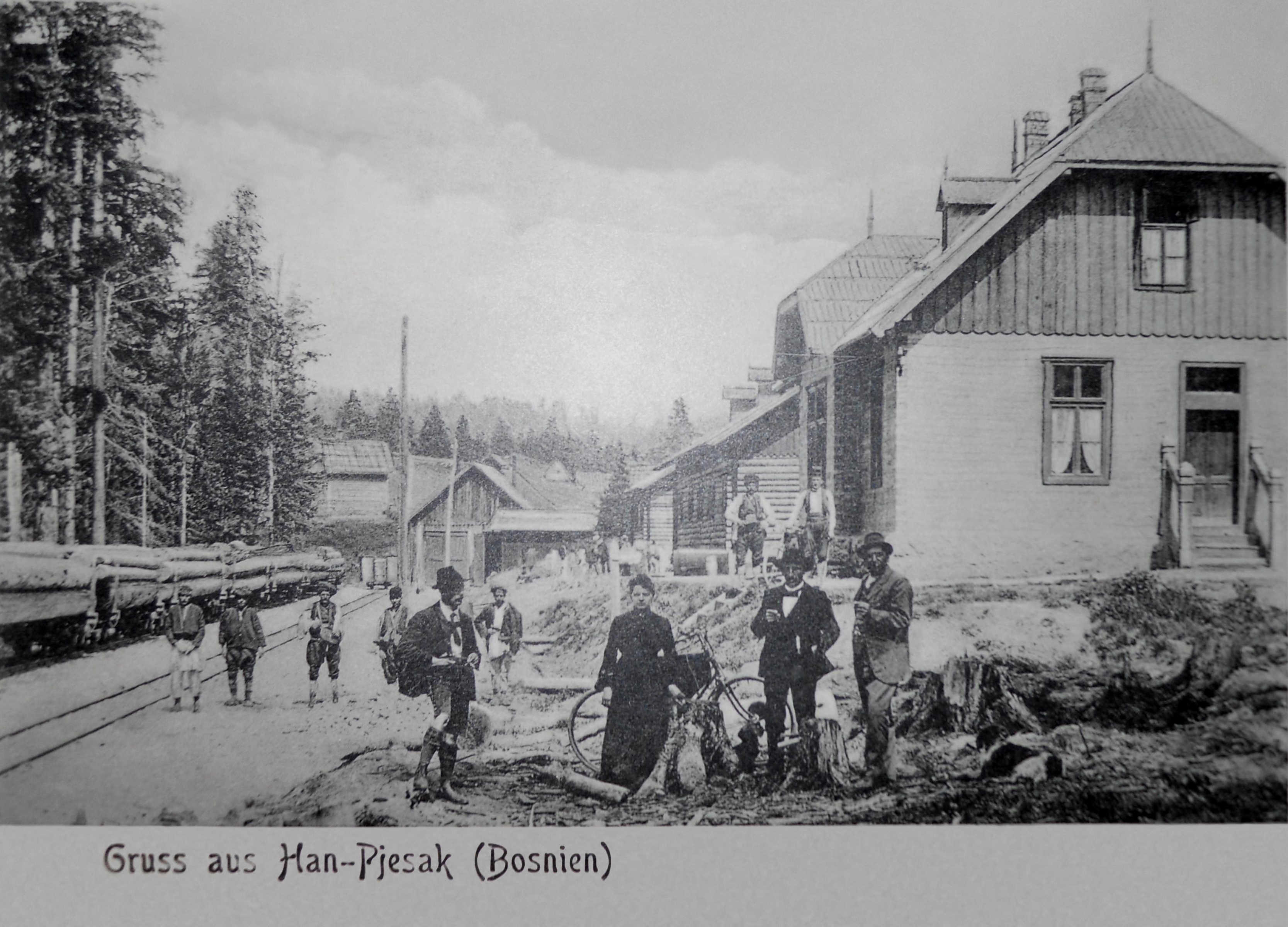
Stanice Han Pijesak v roce 1900.

Železniční trať Zavidovići–Han Pijesak (bosensky Željeznička pruga Zavidovići–Han Pijesak) byla úzkorozchodná nákladní trať v Bosně a Hercegovině, v současné době zaniklá. Nacházela se ve střední části země. Byla dlouhá 118 km.
Trať vedla ze Zavidovićů údolím řeky Krivaja do města Olovo. Poté pokračovala údolím řeky Stupčanka do města Han Pijesak. Trať překonávala po celé své délce značné stoupání, a to z 211 m n. m. až do 1000 m n. m. v konečné stanici Han Pijesak.
Budována byla na konci 19. století. Slavnostně byla dokončena dne 10. června 1902. Trať byla až do druhé světové války v soukromých rukou, poté ji v souvislosti se znárodněním převzaly Jugoslávské železnice. Zavedena byla tak i doprava dalších nákladů i osob. Na konci 60. let 20. století byl přerušován provoz na trati. Od roku 1970 trať přestala sloužit pro dopravu zcela.

## Stanice
- Zavidovići
- Kovači
- Krivaja
- Stog
- Vozuće
- Ribnica
- Stipinhan
- Careva Ćuprija
- Kamensko
- Cunište
- Solun
- Olovo
- Čude
- Petrovići
- Žeravica
- Njevaška
- Pjenovac
- Brkovina
- Han Pijesak